# Olentzero

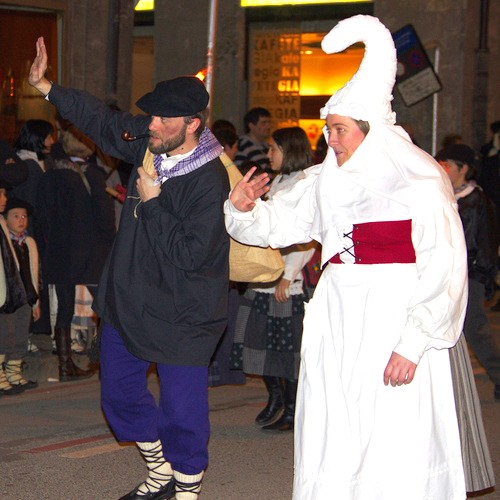
Olentzero en Mari Domingi, 24 december 2012

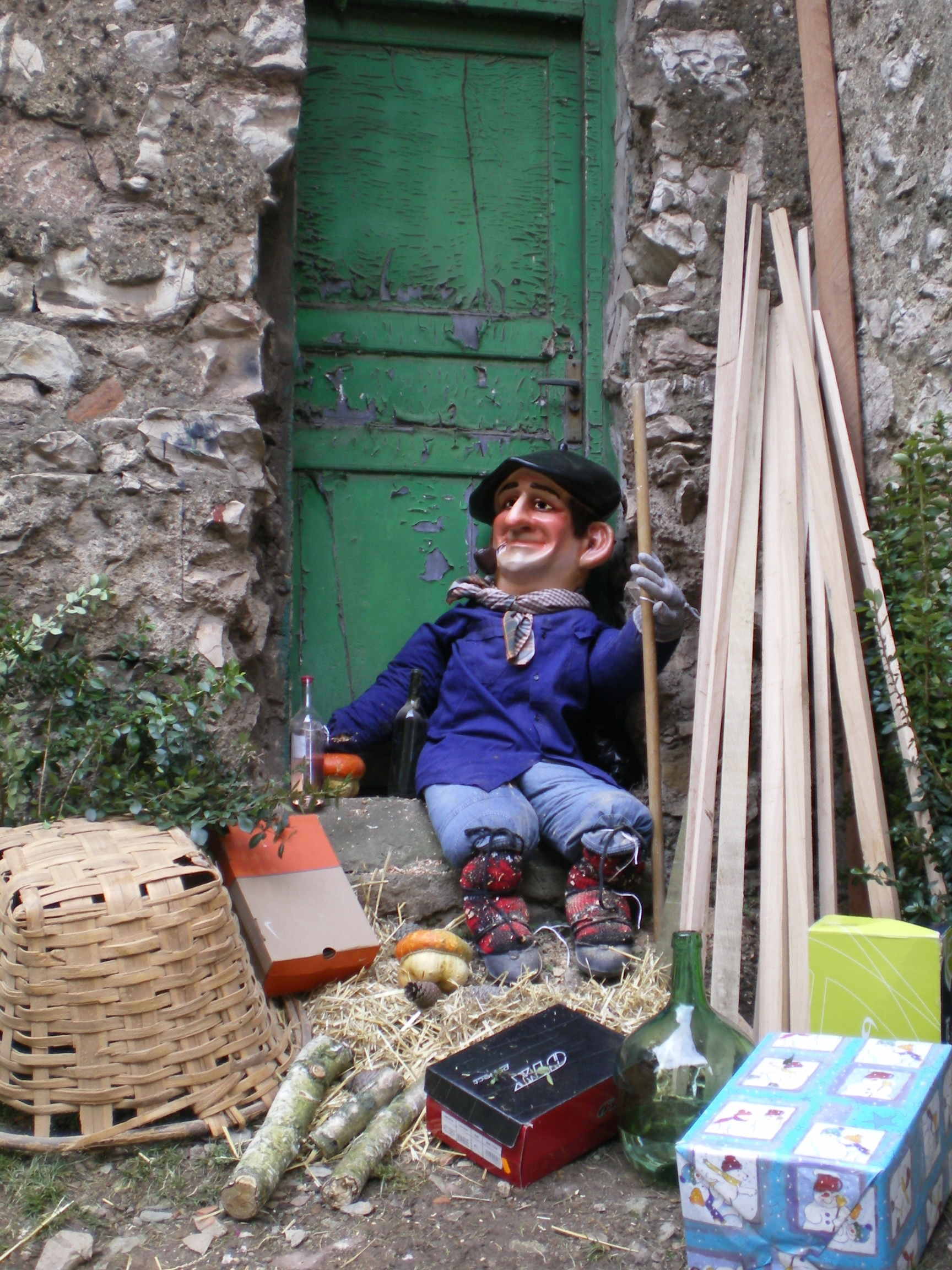
Olentzero, 2007

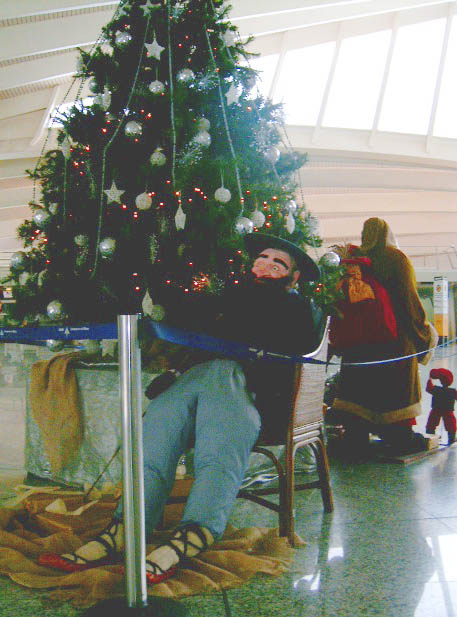
Olentzero bij een kerstboom, aan de andere kant staat de kerstman met een duende

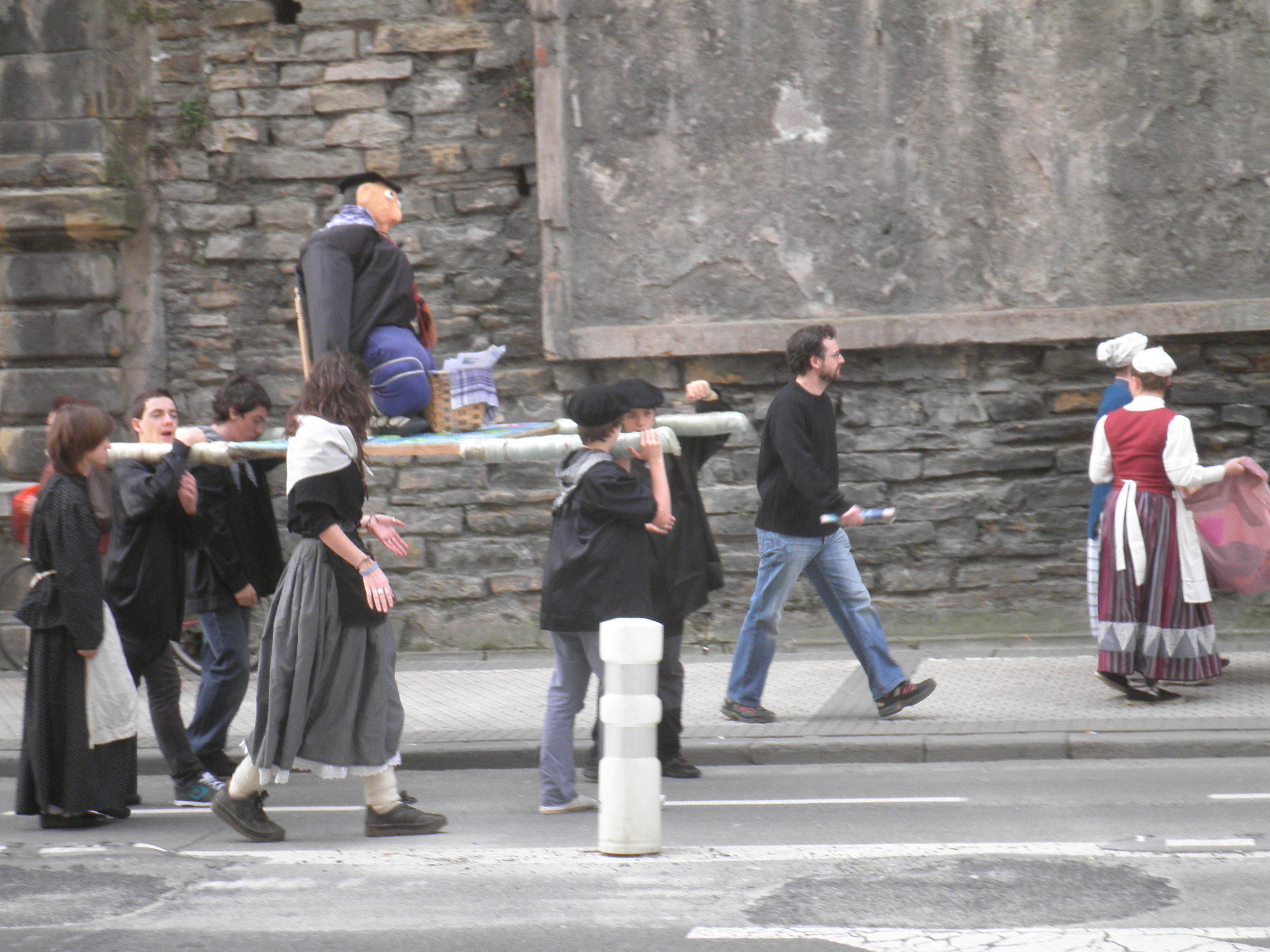
Olentzero wordt rondgedragen, 24 december 2012

Olentzero (ook wel: Olantzaro, Onenzaro, Onentzaro, Olentzaro, Ononzaro, Orentzago) is een personage in de kersttraditie in Baskenland. Op 24 december komt hij 's avonds laat in de dorpen langs en laat daar cadeautjes voor de kinderen achter. In Ochagavía komt hij op 27 december en in Ermua op 31 december.

## Naam en traditie
De naam kan vertaald worden met tijd van de goeden (zaro heeft de betekenis van een tijdspanne, haurtzaro betekent kindertijd/jeugd). In delen van Navarra wordt het feest  xubilaro of subilaro genoemd, de benaming van het joelblok. In Neder-Navarra wordt de viering suklaro genoemd. In Larraun wordt Olentzaro aangeduid als "de man van de 366 ogen".
De traditie van Olentzero is ouder dan kerstmis en heeft te maken met de winterzonnewende. In 380 verving Theodosius I de viering van Sol Invictus in het Romeinse Rijk. De tradities en verhalen over de herkomst van Olentzero verschillen per dorp. Volgens een van de verhalen is Olentzero een Jentil, een reus uit de Pyreneeën. De reuzen zagen een lichtgevende wolk aan de hemel en geen van de reuzen kon hier goed naar kijken, behalve een bijna blinde man. Deze reus vertelde dat Jezus geboren zou worden. Volgens sommige verhalen heeft de bijna blinde man aan de reuzen gevraagd of ze hem van een klif af wilden gooien, zodat hij niet hoefde te leven tijdens de kerstening. De reuzen struikelden op hun weg naar beneden en stierven, behalve Olentzero. Volgens andere verhalen vertrok het ras van de Jentil uit de omgeving, alleen Olentzero bleef en bekeerde zich tot het Christendom.
Volgens andere verhalen werd Olentzero in het bos achtergelaten als baby en gevonden door een fee. Ze gaf hem de gaven van kracht en vriendelijkheid en gaf hem daarna aan een ouder kinderloos echtpaar dat in het bos woonde. Olentzero werd een sterke man en hij maakte houtskool in het bos. Hij was ook zeer kundig met zijn handen en vervaardigde houten speelgoed, dat hij in een houtskoolzak naar het dorp bracht en uitdeelde aan kinderen. Olentzero stierf toen hij een kind uit een brandend huis redde. De fee die hem als baby vond in het bos, beloonde hem met het eeuwig leven om zo verder te kunnen gaan met het verblijden van kinderen.
Er zijn verschillende varianten in de Olentzero-viering;
- In Areso werd kinderen opgedragen om vroeg naar huis te gaan. Een volwassene verkleedde zich als Olentzero en liet ze schrikken terwijl ze op weg naar huis waren.
- In Uharte-Arakil hing de figuur van Olentzero aan een touw uit een raam, hij droeg een mantel van stro.
- In Lekunberri werd de beeltenis van Olentzero aan de schoorsteen gehangen.
- In Berastegi werd aan kinderen die niet naar bed wilden verteld dat Olentzero hun keel zou doorsnijden, er werd een sikkel door de schoorsteen naar binnen gegooid
- In Dima werd een figuur van stro aan de kerktoren gehangen na middernachtmis op kerstavond, tegen kinderen die zich niet gedragen hadden werd gezegd Onontzaro begi-gorri txaminira da etorri, austen baldin badegu barua, orrek lepoa kendu guri (Olentzero met de rode ogen kwam door de schoorsteen, als we het vasten staken, zal hij onze kelen doorsnijden).
- In Larraun werd hij Ononzaro genoemd en hij werd uitgebeeld als dronkaard verkleed als een vogelverschrikker. Mensen vroegen Ononzaro begi-gorri, non arrapatu duk arrai ori? (Olentzero met de rode ogen, waar heb je die vis gevangen?). Het antwoord was  Bart arratseko amaiketan Zurriolako arroketan (Gisteravond om elf uur, in de bergen van Zurriolako).

In de tweede helft van de 20e eeuw veranderde Olentzero in een goedaardig figuur die cadeautjes kwam brengen. Rond 1952, na de duistere jaren van het dictatorschap van generaal Franco herstelde een groep genaamd Irrintzi Elkartea uit Zarautz de traditie in ere. De huiveringwekkende elementen werden weggelaten, om Olentzero toegankelijker te maken voor jonge kinderen. Ook heidense elementen werden weggelaten. Vanaf 1956 verspreidden de gebruiken zich verder uit de regio. In de jaren 70 kreeg Olentzero nieuwe attributen en eigenschappen. Zo bracht hij cadeautjes als alternatief voor de Spaanse traditie van de Magi en de Franse Père Noël.
Tegenwoordig komt de viering van Olentzero in heel Baskenland voor en gaat samen met de viering van de Magi, Père Noël en de kerstman. Olentzero is een vriendelijke figuur, hij heeft overgewicht door zijn enorme eetlust en dorst. Hij wordt vaak afgebeeld met een Baskische baret, hij draagt boerenkleding en heeft traditionele abarketa schoenen en rookt een pijp. Soms heeft hij een baard. Zijn gezicht is in sommige gebieden gekleurd door roet van de houtskool.
Op kerstavond dragen groepen mensen of kinderen afbeeldingen van Olentzero rond op een stoel door de straten. Ze zingen Olentzero-liedjes en verzamelen eten en snoep. In bepaalde plaatsen is het traditie dat de afbeelding van Olentzero na afloop wordt verbrand, bijvoorbeeld in Lesaka. Het verschilt per regio of de heidense of christelijke elementen de overhand hebben. Nabij de kust heeft Olentzero maritieme attributen, in het binnenland gebruikt hij meer landelijke attributen. De laatste jaren verschijnt de figuur Mari Domingi samen met Olentzero.

## Trivia
Kolen spelen ook een rol bij de Driekoningen parade.